# دانشگاه اسکدار
دانشگاه اسکدار (انگلیسی: Üsküdar University) یک دانشگاه در استانبول است و اولین دانشگاه تخصصی در زمینه سلامت و علوم رفتاری در ترکیه می‌باشد.